# Alovera (kommunhuvudort)
Alovera är en kommunhuvudort i Spanien.   Den ligger i provinsen Provincia de Guadalajara och regionen Kastilien-La Mancha, i den centrala delen av landet, 40 km nordost om huvudstaden Madrid. Alovera ligger 644 meter över havet och antalet invånare är 10 734.
Terrängen runt Alovera är platt åt nordväst, men åt sydost är den kuperad. Runt Alovera är det tätbefolkat, med 319 invånare per kvadratkilometer. Närmaste större samhälle är Alcalá de Henares, 15,7 km sydväst om Alovera. Trakten runt Alovera består till största delen av jordbruksmark.